# Birra Cervisia
La Birra Cervisia è una birra italiana, originaria del genovesato.

## Storia

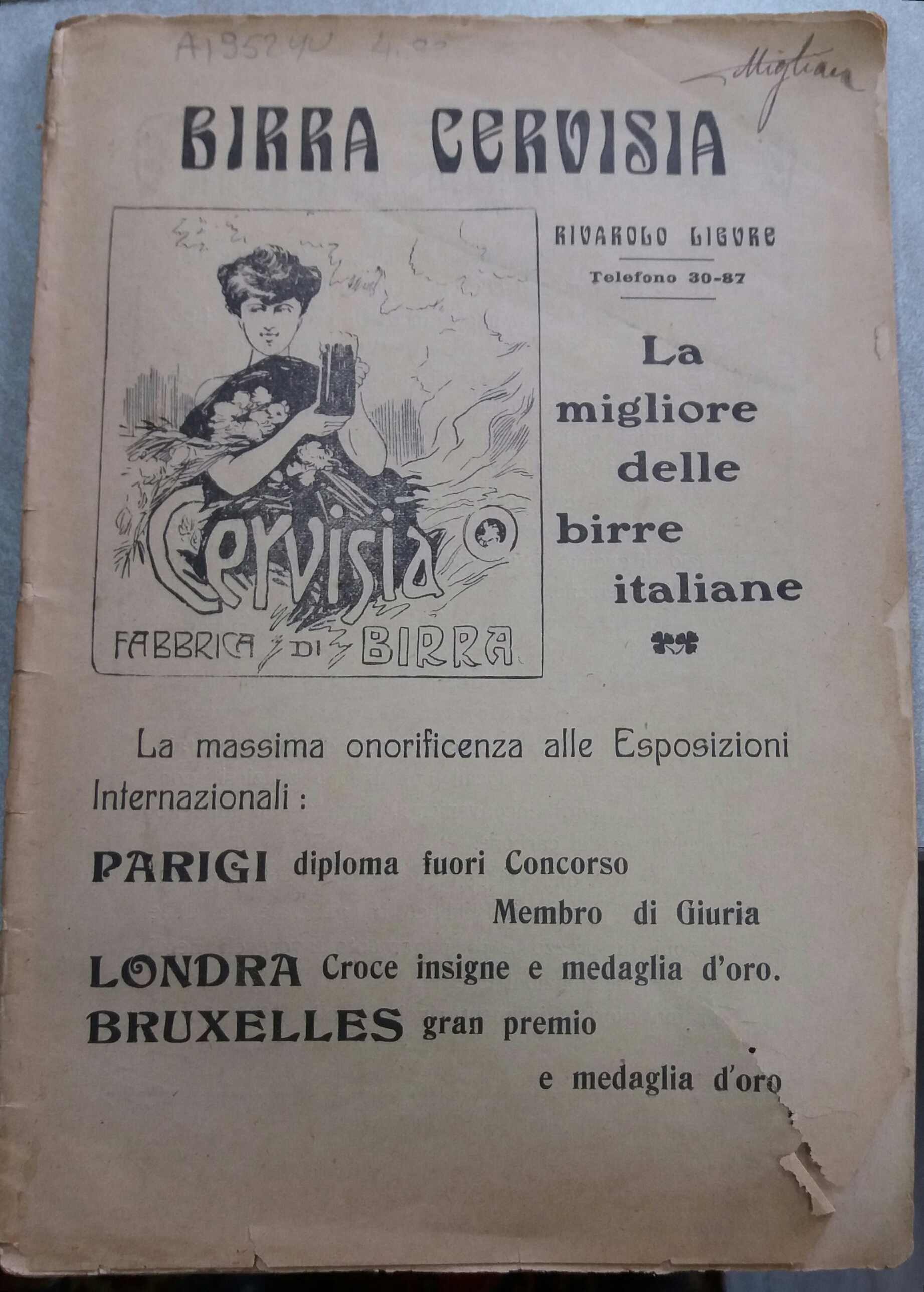
Pubblicità della birra Cervisia degli anni '10

La birra Cervisia venne prodotta a partire dal 1906 a Rivarolo Ligure in località Fegino,, comune fusosi con Genova nel 1926, dalla Fabbrica Birra Cervisia, divenuta nel 1932 Birra Cervisia Società Anonima.
Nel 1952 il birrificio venne acquisito dai F.lli Luciani che dalla fusione di altre produzioni diedero vita alla Società per Azioni Metzger, che nel 1974 venne acquisita dalla Dreher.
La produzione cessò nel 1985, ma nel 2014 il marchio Cervisia è stato ripreso da una birra distribuita dalla Dibevit del gruppo Heineken, mentre gli stabilimenti di Fegino sono stati acquisiti per la produzione della birra Maltus Faber.